# Juan José Gorostegui
Juan José Fermín Gorostegui Etxebeste, alias Irún, fue un pelotari español.

## Biografía
Nacido en la localidad guipuzcoana de Irún, se desempeñó como herrero antes de dar comienzo a su carrera como pelotari. Contrajo matrimonio con una mujer de Éibar y se mudó a aquel otro pueblo. Marchó después a Buenos Aires, donde disputó una temporada como profesional, y luego regresó a San Sebastián, donde acostumbraba a jugar de pareja con Francisco Recondo.
Aparece descrito en La pelota y los pelotaris (1892) de Antonio Peña y Goñi con las siguientes palabras:

La figura de Irún dice enseguida lo que es su juego. De estatura regular, fornido, atlético, la cabeza se levanta entre los hombros como empujada por el vigor de los músculos; parece encajada entre ellos por un golpe de maza y se adelanta naturalmente en actitud de acometer. La acometividad, eso es Irún. No entra á la pelota, la embiste; no pega solamente con el brazo, pega con la cintura, con la cabeza, con los hombros, clavando los pies en el suelo, recogiendo todo el busto, sin perder un átomo de fuerza. Tiene el poder que castiga la pelota, el ojo que le hace servirse bien, la ligereza que le hace cubrir diez cuadros, la flexibilidad que le permite escorzarse, doblarse, caerse y levantarse como un clown cuando lo acosan en las dos paredes; la resistencia, que le conserva fresco siempre; todas las cualidades, en fin, en que debe sobresalir el delantero. Sus boleas rasas son formidables; sus boleas por elevación, elegantísimas. La pelota tiene, al dar en la pared, el estallido de un cohete, y silba como una bala cuando el pelotari la coge dentro y tira á rematar. Es el jugador más limpio que conozco en la bolea. Encesta la pelota en la punta, sin ruido, sin detención, y lanza con una gallardía, con un vigor, con elegancia incomparables.
(Peña y Goñi, 1892, pp. 121-122)